# Mats Molén
Mats Molén, född 3 oktober 1957, är en svensk företrädare för kreationismen. Molén var tidigare ordförande för föreningen Genesis och driver skapelsemuseet Den förhistoriska världen i Umeå samt föreläser ur en kreationistisk synvinkel om vårt och universums ursprung.

## Verksamhet
Mats Molén är geovetare, författare, föreläsare samt ämneslärare i biologi, kemi, fysik, naturkunskap och matematik. Han arbetade tidigare som lärare i Umeå.
Molén har skrivit flera böcker om naturvetenskap och tro utifrån ett kristet skapelseperspektiv. Boken Vårt ursprung? som utkom första gången 1988 baserar sig på fältstudier i Sverige, Tyskland, USA och Kanada samt studier av facklitteratur. I boken menar Molén bland annat att jorden (och universum) skulle vara maximalt runt 10 000 år gammal, att olika grupper av djur inte skulle ha utvecklats från gemensamma förfäder och att det skulle ha varit en stor översvämning på jorden motsvarande den syndaflod som beskrivs i Bibeln. Som stöd för sina åsikter anför Mats Molén främst en lång rad traditionella kreationistiska argument, framförallt hämtade från amerikanska källor som Institute for Creation Research, och underbygger dessa med referenser till vedertagna vetenskapliga källor.
Molén har också skrivit böckerna Livets uppkomst som är en sammanfattning av Vårt ursprung?, Evolutionslåset där han argumenterar för att evolutionsteorin påverkat sekulariseringen av Sverige och När människan blev ett djur som behandlar frågan om hur evolutionsteorin påverkat vår syn på etik och påstår att det varit negativt.
De flesta av dessa kreationistiska böcker har utgetts på det religiösa bokförlaget XP Media.

## Kritik
Boken Vårt ursprung? har fått stark kritik av biologisk, fysisk, astronomisk, paleontologisk och geologisk fackexpertis, vilket lett till livlig debatt i artiklar och på webben, och år 2001 utnämnde Föreningen Vetenskap och Folkbildning Molén till Årets förvillare med motiveringen att han "förnekar evolutionen utifrån pseudovetenskapliga resonemang".
Moléns teser står i strid med konventionell vetenskap om jordens historia, livets utveckling, paleontologi, historia med mera; han anser att så kallad makroevolution inte förekommer i naturen och framhåller i sina böcker sin syn på skillnaderna mellan makroevolution och mikroevolution. Han hävdar, i motsats till vetenskapliga förklaringsmodeller,  att ingen artbildning av nya huvudgrupper, som till exempel hundar och katter, förekommer.
En annan punkt där Moléns åsikter helt avviker från etablerad vetenskap är att han menar att samtliga dinosaurier var fredliga vegetarianer, samlevande med människor. Han påstår att Tyrannosaurus rex tänder är perfekt anpassade för att raka av löv från träd.[källa behövs] Fossiliserad dinosauriedynga av köttätande dinosaurier har dock hittats många gånger.
Han hävdar att syndafloden inträffat, och att det skulle vara ett "ångtäcke" som föll ned. Den vattenmängd som krävs skulle dock ha inneburit ett väldigt högt lufttryck och hög temperatur för att inte ångan skulle kondenseras. Det skulle varit mörkt på jorden, samt varit så höga nivåer av syre och kväve att de hade varit giftiga.
Var vattnet som miljarder kometer av is runt jorden, skulle även här vattnet varit superhet ånga när dessa fallit ned genom atmosfären på grund av luftfriktionen.
Även vatten från "underjordiska källor" har nämns, men även här motsäges det av både geologi och fysik då även detta skulle ha inneburit kokande vatten överallt.
Han tar också upp ett antal "dateringsmetoder" som inte används i vetenskaplig forskning, enligt Molén därför att de strider mot gängse uppfattningar, enligt vetenskapen för att metoderna är förkastade idéer som inte tar hänsyn till kända data. 
Ett exempel är den dateringsmetod som bygger på anhopning av metallsalter i världshaven. Olika metaller ger här olika maximiålder, från bara 100 år (!) upp till 260 miljarder år.
Metoden är kritiserad och förkastad av vetenskapsmän, inte bara för att den bortser från kända fakta om hur dessa salter försvinner ur havet, utan också för att olika ämnen ger så vitt skilda resultat med samma mätmetod att metoden därför blir oanvändbar, speciellt extremvärdena motsäger användbarheten.
Molén framför också Barry Setterfields förklaring om "variabel ljushastighet" för att förklara varför man kan se längre bort i tiden än 6000 ljusår. Det innebär att ljushastigheten var exponentiellt ökande när man går bakåt i tiden, och att hastigheten inte längre avtar nu när vi kan mäta den med hög noggrannhet. Även dessa påståenden strider mot känd fysik.
Han använder ett citat från Darwin om ögats utveckling, som tas ur sitt sammanhang för att påstås stödja kritiken mot evolutionsteorin.
Molén och hans böcker har kritiserats av bland andra Sverker Johansson och Dan Larhammar, vilket ledde till en lång debatt.